# روري كولينز
روري كولينز (بالإنجليزية: Rory Edwards Collins)‏ هو عالم وبائيات ‏ بريطاني، ولد في 3 يناير 1955 في هونغ كونغ في الصين.